# Wereldkampioenschap halve marathon 2005
Het wereldkampioenschap halve marathon 2005 vond plaats op 1 oktober 2005. Het was de twaalfde keer dat de IAAF een wedstrijd organiseerde met als inzet de wereldtitel op de halve marathon. De wedstrijd vond plaats in de Canadese stad Edmonton.
In totaal namen 156 atleten (waarvan 87 mannen en 69 vrouwen) uit 43 landen deel. Voor zowel de mannen als de vrouwen werd naast een individueel klassement ook een teamklassement samengesteld. De klassering van een land werd berekend aan de hand van de totaaltijd van de drie snelste lopers van dit land.

## Uitslagen

### Mannen

#### Individueel
| rang | deelnemer                          | tijd         |
| ---- | ---------------------------------- | ------------ |
| 1    | TAN Fabiano Joseph Naasi           | 1:01.08      |
| 2    | QAT Mubarak Shami                  | 1:01.09 (NR) |
| 3    | ERI Yonas Kifle                    | 1:01.13      |
| 4    | ETH Sileshi Sihine                 | 1:01.14      |
| 5    | ETH Abebe Dinkesa                  | 1:01.53 (PB) |
| 6    | TAN John Yuda Msuri                | 1:02.11      |
| 7    | KEN James Mwangi Macharia          | 1:02.25      |
| 8    | JPN Kazuo Ietani                   | 1:02.26      |
| 9    | ERI Yared Asmerom                  | 1:02.44 (PB) |
| 10   | RSA Norman Dlomo                   | 1:02.45      |
| 11   | JPN Takayuki Matsumiya             | 1:02.45      |
| 12   | ERI Tesfayohannes Mesfen           | 1:03.08 (PB) |
| 13   | ETH Leshane Yegezu                 | 1:03.11      |
| 14   | UGA Wilson Kipkemei Busienei       | 1:03.12      |
| 15   | USA Ryan Shay                      | 1:03.13      |
| 16   | KEN Paul Kimaiyo Kimugul           | 1:03.17      |
| 17   | JPN Takanobu Otsubo                | 1:03.19      |
| 18   | ETH Solomon Tsege                  | 1:03.23      |
| 19   | QAT Sultan Khamis Zaman            | 1:03.31      |
| 20   | USA Jason Hartmann                 | 1:03.32      |
| 21   | KEN Julius Kibet Koskei            | 1:03.50      |
| 22   | ESP Antoni Peña                    | 1:03.52      |
| 23   | QAT Ahmed Jumah Jaber              | 1:04.06 (PB) |
| 24   | JPN Yoshihiro Yamamoto             | 1:04.15      |
| 25   | KEN Gilbert Okari                  | 1:04.17      |
| 26   | ISR Seteng Ayele                   | 1:04.21      |
| 27   | RSA Sylvester Moleko               | 1:04.33      |
| 28   | BOT Keineetse Moswasi              | 1:04.42      |
| 29   | MEX Julio César Pérez              | 1:04.49 (PB) |
| 30   | USA Matt Downin                    | 1:04.53      |
| 31   | RSA Jeffrey Gwebu                  | 1:04.57      |
| 32   | ITA Fabio Mascheroni               | 1:04.57      |
| 33   | USA Jason Lehmkuhle                | 1:04.58      |
| 34   | MEX Odilón Cuahutle                | 1:04.59      |
| 35   | AUS Brett Cartwright               | 1:05.10      |
| 36   | BRA José Souza                     | 1:05.24 (PB) |
| 37   | ESP Fernando Rey                   | 1:05.28      |
| 38   | ESP Francisco Javier Cortés        | 1:05.36      |
| 39   | BOT Kaelo Mosalagae                | 1:05.58 (PB) |
| 40   | QAT Nicholas Kemboi                | 1:06.04      |
| 41   | JPN Toshihiro Iwasa                | 1:06.14      |
| 42   | PUR Luis Collazo                   | 1:06.15      |
| 43   | BRA José Eloy                      | 1:06.17      |
| 44   | CAN Jeremy Deere                   | 1:06.19 (SB) |
| 45   | CHI Raúl Mora                      | 1:06.20      |
| 46   | CHI Carlos Jaramillo               | 1:06.22      |
| 47   | CAN Matthew McInnes                | 1:06.28 (SB) |
| 48   | PUR Cesar Lam                      | 1:06.30      |
| 49   | USA Mike Morgan                    | 1:06.46      |
| 50   | BOT Ndabili Bashingili             | 1:06.47      |
| 51   | UGA Nicholas Kiprono               | 1:06.59      |
| 52   | CAN Andrew Smith                   | 1:07.23      |
| 53   | ISR Asaf Bimro                     | 1:07.46      |
| 54   | SRI Anuradha Cooray                | 1:08.02      |
| 55   | ESP Miguel Ángel Gamonal           | 1:08.09      |
| 56   | MGL Ser-Od Bat-Ochir               | 1:08.12 (NR) |
| 57   | UGA James Kibet                    | 1:08.36      |
| 58   | CHI Leonidas Rivadeneira           | 1:08.52      |
| 59   | BDI Egide Manirazika               | 1:09.19      |
| 60   | CZE Róbert Štefko                  | 1:09.32      |
| 61   | ISR Mukat Derba                    | 1:09.36      |
| 62   | BOT Kabo Gabaseme                  | 1:09.56      |
| 63   | RSA Coolboy Ngamole                | 1:10.00      |
| 64   | CAF Ernest Ndjissipou              | 1:10.01      |
| 65   | ZAM Linos Chintali                 | 1:10.11      |
| 66   | CAN Mark Bomba                     | 1:10.39      |
| 67   | ISR Wodage Zvadya                  | 1:11.09      |
| 68   | CAN Ryan Day                       | 1:11.20      |
| 69   | PYF Frederic Burquier              | 1:11.30 (PB) |
| 70   | JAM Rupert Green                   | 1:12.59 (NR) |
| 71   | JAM Gregory McKenzie               | 1:13.27 (PB) |
| 72   | LIE Marcel Tschopp                 | 1:13.57      |
| 73   | TRI Curtis Cox                     | 1:14.52      |
| 74   | ERI Samson Kiflemariam             | 1:14.56      |
| 75   | JAM Andrew Gutzmore                | 1:14.56 (PB) |
| 76   | EGY El-Fouly Mostafa Salem Soliman | 1:15.03      |
| 77   | TRI Richard Jones                  | 1:17.30      |
| 78   | MAC Sio Pan Kun                    | 1:17.42      |
| 79   | DMA Lindson Lynch                  | 1:18.09      |
| 80   | RSA Jan Simons                     | 1:19.32      |
| 81   | TRI Michael Alexander              | 1:24.07      |
|      | BRA Elson Alex Gracioli            | DNF          |
|      | QAT Ali Dawoud Sedam               | DNF          |
|      | UGA Alex Malinga                   | DNF          |
|      | FRA El Hassan Lahssini             | DNF          |
|      | CRC Eric Quiros                    | DNF          |
|      | BDI Jean-Paul Niyonsaba            | DNF          |
|      | ETH Abebe Mekonnen                 | DNS          |
|      | PLE Osama S. Mabrouk               | DNS          |
|      | CAM Roath Ban                      | DNS          |

#### Team
| rang | team     | deelnemers                                                                      |
| ---- | -------- | ------------------------------------------------------------------------------- |
| 1    | Ethiopië | Sileshi Sihine (4e) Abebe Dinkesa (5e) Leshane Yegezu (13e)                     |
| 2    | Eritrea  | Yonas Kifle (3e) Yared Asmerom (9e) Tesfayohannes Mesfen (12e)                  |
| 3    | Japan    | Kazuo Ietani (8e) Takayuki Matsumiya (11e) Takanobu Otsubo (17e)                |
| 4    | Qatar    | Mubarak Shami (2e) Sultan Khamis Zaman (19e) Ahmed Jumah Jaber (23e)            |
| 5    | Kenia    | James Mwangi Macharia (7e) Paul Kimaiyo Kimugul (16e) Julius Kibet Koskei (21e) |

### Vrouwen

#### Individueel
| rang | deelnemer                    | tijd         |
| ---- | ---------------------------- | ------------ |
| 1    | ROU Constantina Tomescu      | 1:09.17 (SB) |
| 2    | NED Lornah Kiplagat          | 1:10.19 (SB) |
| 3    | KEN Susan Chepkemei          | 1:10.20      |
| 4    | RUS Galina Bogomolova        | 1:10.34 (PB) |
| 5    | ROU Mihaela Botezan          | 1:10.36 (SB) |
| 6    | MEX Madaí Pérez              | 1:10.37 (PB) |
| 7    | RUS Lidia Grigorjeva         | 1:11.01 (SB) |
| 8    | ROU Nuţa Olaru               | 1:11.07      |
| 9    | ETH Merima Hashim            | 1:11.09 (PB) |
| 10   | ROU Adriana Pirtea           | 1:11.10      |
| 11   | RUS Irina Timofejeva         | 1:11.30      |
| 12   | JPN Terumi Asoshina          | 1:11.45      |
| 13   | JPN Hiromi Ominami           | 1:11.57      |
| 14   | JPN Yoko Yagi                | 1:12.00      |
| 15   | ETH Derartu Tulu             | 1:12.12      |
| 16   | KEN Caroline Kilel           | 1:12.13 (SB) |
| 17   | JPN Akane Taira              | 1:12.23      |
| 18   | GBR Mara Yamauchi            | 1:12.40      |
| 19   | ETH Letay Nagash             | 1:12.43      |
| 20   | NZL Nina Rillstone           | 1:13.03      |
| 21   | CAN Lioudmila Kortchaguina   | 1:13.15      |
| 22   | ETH Sisay Measo              | 1:13.35 (PB) |
| 23   | ITA Deborah Toniolo          | 1:13.36      |
| 24   | GBR Hayley Haining           | 1:13.39      |
| 25   | GBR Susan Partridge          | 1:13.49      |
| 26   | LTU Živilė Balčiūnaitė       | 1:13.54      |
| 27   | ROU Luminita Talpos          | 1:14.01      |
| 28   | CAN Nicole Stevenson         | 1:14.26      |
| 29   | BLR Nastassia Padalinskaya   | 1:14.26 (PB) |
| 30   | RUS Alina Ivanova            | 1:14.27      |
| 31   | ITA Vincenza Sicari          | 1:14.33      |
| 32   | AUS Lauren Shelley           | 1:14.36      |
| 33   | CAN Tara Quinn-Smith         | 1:14.58      |
| 34   | TAN Josephine Deemay         | 1:15.07      |
| 35   | FRA Christelle Daunay        | 1:15.27      |
| 36   | FRA Carmen Oliveras          | 1:15.42      |
| 37   | ITA Ivana Iozzia             | 1:15.46      |
| 38   | USA Laura Turner             | 1:16.11      |
| 39   | CAN Tina Connelly            | 1:16.12      |
| 40   | ESP María Luisa Larraga      | 1:16.12      |
| 41   | ESP María Dolores Pulido     | 1:16.19      |
| 42   | BRA Rosângela Faria          | 1:16.28      |
| 43   | USA Jenny Spangler           | 1:16.41      |
| 44   | BRA Rosa Barbosa             | 1:16.48      |
| 45   | ESP Maria José Pueyo         | 1:16.50      |
| 46   | USA Stephanie Bylander       | 1:16.58      |
| 47   | ESP Yesenia Centeno          | 1:17.48      |
| 48   | USA Dorothy McMaham          | 1:18.44      |
| 49   | CAN Lisa Harvey              | 1:19.03      |
| 50   | RUS Alla Zhilyaeva           | 1:19.25      |
| 51   | ITA Marcella Mancini         | 1:19.30      |
| 52   | GBR Debbie Mason             | 1:19.32      |
| 53   | USA Michelle LaFleur         | 1:20.36      |
| 54   | PUR Lourdes Cruz             | 1:22.04      |
| 55   | ISR Nili Abramski            | 1:22.34      |
| 56   | INA Feri Marince Subnafeu    | 1:23.41 (NR) |
| 57   | PUR Yolanda Mercado          | 1:25.09      |
| 58   | LIE Kerstin Mennenga-Metzler | 1:25.29      |
| 59   | SGP Vivian Tang              | 1:26.50 (NR) |
| 60   | ZAM Mable Chiwama            | 1:28.45      |
| 61   | JAM Tamica Thomas            | 1:31.41 (NR) |
| 62   | JAM Merrecia James           | 1:31.54 (PB) |
| 63   | MAC Fong Leng Chao           | 1:35.08 (NR) |
| 64   | EGY Mona Mahmoud Mohamed Ali | 1:36.55      |
|      | JAM Arieta Martin            | DNF          |
|      | ETH Eyerusalem Kuma          | DNF          |
|      | KEN Salina Kosgei            | DNF          |
|      | FRA Zahia Dahmani            | DNF          |
|      | FRA Hafida Gadi              | DNF          |
|      | MGL Selenge Avdiigerel       | DNS          |
|      | VEN Zuleima Amaya            | DNS          |

#### Team
| rang | team                                    | Comptetitors                                                        |
| ---- | --------------------------------------- | ------------------------------------------------------------------- |
| 1    | Roemenië                                | Constantina Tomescu (1e) Mihaela Botezan (5e) Nuţa Olaru (8e)       |
| 2    | Rusland                                 | Galina Bogomolova (4e) Lidia Grigorjeva (7e) Irina Timofejeva (11e) |
| 3    | Japan                                   | Terumi Asoshina (12e) Hiromi Ominami (13e) Yoko Yagi (14e)          |
| 4    | Ethiopië                                | Merima Hashim (9e) Derartu Tulu (15e) Letay Nagash (19e)            |
| 5    | Verenigd Koninkrijk (met Noord-Ierland) | Mara Yamauchi (18e) Hayley Haining (24e) Susan Partridge (25e)      |

## Afkortingen
- PB = Persoonlijk record
- SB = Beste seizoensprestatie
- NR = Nationaal record

1992 · 
1993 · 
1994 · 
1995 · 
1996 · 
1997 · 
1998 · 
1999 · 
2000 · 
2001 · 
2002 · 
2003 · 
2004 · 
2005 · 
2006 · 
2007 · 
2008 · 
2009 · 
2010 ·
2012 ·
2014 ·
2016 ·
2018